# 单齿玉蟹
单齿玉蟹（学名：Euclosiana unidentata），舊屬玉蟹科玉蟹属；2010年黃麒麟等新建Euclosiana屬，本物種亦被劃歸這個新的屬。

## 分佈
本物種分佈於西太平洋及印度洋海域的日本、印度尼西亚、托拉斯海峡、澳大利亚、印度以及中国大陆的广东、海南等地，生活环境为海水，多见于水深30-100米的沙质或沙质或具贝壳的海底。

## 外部連結
- 維基物種上的相關：单齿玉蟹